# Corona (Queens)
Corona  est un quartier résidentiel de la ville de New York, situé au cœur de l'arrondissement de Queens. 

## Géographie
Corona est bordé par Flushing à l'est, Jackson Heights à l'ouest, Forest Hills et Rego Park au sud, ainsi que par le parc de Flushing Meadows-Corona Park. Ce dernier constitue l'un des principaux espaces verts de la ville, et accueillit les foires internationales de 1939-1940 et 1964-1965.

## Transports
En termes de transport, le quartier est desservi par l'IRT Flushing Line, empruntée par les métros 7 et <7>.

## Démographie
Composition ethno-raciale en 2010, :
- Blancs non hispaniques (8,4 %)
- Hispaniques et Latinos (63,3 %)
- Asiatiques (12,7 %)
- Noirs (13,6 %)
- Métis (1,3 %)
- Autres (0,7 %)

Très densément peuplé, le quartier est essentiellement habité par des classes moyennes inférieures et des classes moyennes.